# محمد عبد المنعم الوكيل
اللواء أركان حرب محمد عبد المنعم الوكيل قائد سلاح المشاة أثناء حرب أكتوبر 1973. واحد القادة الذين أشرفوا علي عملية العبور. وكان قائدًا لمنطقة الجوف في حرب اليمن 1962 .

## حياته العسكرية
ولد عام 1916 بسمخراط - البحيرة ، والده هو المستشار كامل باشا الوكيل رئيس مجلس الشيوخ سابقا، وتخرج من الكلية الحربية عام 1946 شارك في حرب فلسطين سنة 1948 . وحرب السويس سنة 1956 وكان قائدا لمنطقة الجوف في حرب اليمن وكان واحدا من الجنرالات السبع الذين فاخرت إسرائيل بأسرهم سنة 1967،
ثم بعد تبادل الأسرى عاد إلى الخدمة وشارك في أقوى وأشرس الحروب ضد العدو وهي حرب الاستنزاف ثم تولي بعد ذلك إدارة سلاح المشاة في حرب أكتوبر و تم تجديد مدة خدمته مرتين بعد بلوغه سن المعاش .

## وفاته
توفى يوم 19 ديسمبر 2004.